# Devon (geološko razdoblje)
Devon je geološko razdoblje i sustav iz ere paleozoika od prije 416 milijuna do prije 359.2 milijuna godina. Nazvan je po grofoviji Devon u Engleskoj, gdje su prvi put proučavane stijene iz ovog razdoblja. Podjela devona je izvršena na osnovu odnosa slojeva u Ardenima.
Tijekom ovog perioda, ribe su kroz evoluciju dobile noge i dobile mogućnost hodanja po kopnu kao vodozemci, a prvi člankonošci poput kukaca i paučnjaka su također počeli kolonizirati kopnene habitate. Prve golosjemenjače su se proširile preko gole zemlje, stvarajući velike šume. U oceanima, ribe su se diversificirale u prve morske pse, i prve perajaste i koštunjače. Prvi amonitni mekušci su se pojavili, a trilobiti, mekušasti brahiopodi, isto kao i veliki koraljni grebeni su bili česti. Kasno devonijsko izumiranje je prilično djelovalo na morsku faunu. Paleogeografijom je dominirao superkontinent Gondwana na jugu, kontinent Sibir na sjeveru i novostvoreni mali superkontinent Euramerika u sredini. Pojavljuju se prva stabla, kao i šume i vodozemci. Klima je topla i nema ledenih kapa. Nastaje superkontinent Pangea, pojavljuje se ocean Pantalasa.

## Vanjske poveznice
- Mrežna stranica posvećena informacijama o Devonu
- UC Mrežna stranica Sveučilišta Berkeley o Devonu
- Primjeri fosila iz Devona